# Marahoué
Marahoué is een bestuurlijke regio van Ivoorkust. De regio is 9.092 km² groot en heeft Bouaflé als hoofdstad. De regio telde in 2014 862.344 inwoners.
Marahoué is een van de twee regio's van het district Sassandra-Marahoué.
De regio grenst aan volgende regio's: Béré, Gôh, Gbêkê, Bélier en Haut-Sassandra.

## Bestuur
De regio is verder opgedeeld in drie departementen:
- Bouaflé (4.222 km²)
- Sinfra (1.618 km²)
- Zuénoula (3.252 km²)

En verder zijn er vijf gemeenten (communes) (Bouaflé, Bonon, Sinfra, Zuénoula en Gohitafla) en 18 onderprefecturen.

## Geografie en klimaat
De regio is relatief vlak en bestaat voor het grootste deel uit lage plateaus, met enkele diepere dalen en heuvels.
Belangrijkste rivieren zijn de Bandama en de Marahoué, met verder de Baha, Ouréné, Bôlè, Zabré, Bouré en de Dromonyi.
In de regio ligt het Nationaal park Marahoué met een oppervlakte van ongeveer 1.000 km².
De regio bevindt zich in de overgangszone tussen savanne in het noorden en het oosten en tropisch woud in het zuiden en het westen. Het droog seizoen loopt van december tot en met februari. De meeste regen valt er tussen maart en juni. Er valt gemiddeld tussen 1.800 en 2.000 mm neerslag per jaar en de gemiddelde temperatuur is er tussen 25 en 30° C.

## Bevolking
De meeste inwoners behoren tot de Guro, maar er leven ook veel Baule, Yowlê en nakomelingen van immigranten uit het huidige Burkina Faso.
Bij de volkstelling in 1988 werd het inwonersaantal vastgesteld op 398.658. De schatting uit 2007 laat een aantal van meer dan 740.000 zien.